# Beta čestica
Beta čestice ili β-čestica su elektroni ili pozitroni sa visokom energijom i brzinom, koji se emituju iz određenih tipova radioaktivnih atoma, kao što je na primer kalijum-40. Beta čestice koje se emituju su poznate i kao beta zraci. Proizvodnja beta čestica se naziva beta raspad. Postoje dva oblika beta raspada:β− i β+, koji daju na kraju pozitron ili elektron. Beta čestice su vrsta jonizujućeg zračenja, koje ima dovoljno energije da u međudelovanju s hemijskom materijom jonizuje tu materiju. U međudelovanju s hemijskom materijom dolazi do izmene energije i izmene strukture ozračene materije. Takve posledice mogu biti korisne, ali i vrlo štetne.
Beta-čestica je brzi elektron emitovan u beta-minus radioaktivnom raspadu ili brzi pozitron emitovan u beta-plus radioaktivnom raspadu. Njena je masa jednaka masi elektrona, električni naboj može biti pozitivan ili negativan. Izbacivanjem beta čestica iz atomskog jezgra maseni broj atoma se ne menja, a atomski broj se promeni za jedan. U beta minus raspadu atomski broj se poveća za jedan, a u beta plus raspadu atomski broj se smanji za jedan. Roj brzih beta čestica čini beta zračenje.

## Beta zračenje
Beta zračenje, beta zraci ili β zraci je korpuskularno jonizirajuće zračenje koje se sastoji od roja beta čestica, brzih elektrona ili pozitrona izbačenih iz teških atomskih jezgara. Propuštajući radioaktivno zračenje kroz tanke listiće aluminijuma, E. Ruderford je 1898. utvrdio da se mogu razlikovati dve vrste zračenja uranijumovih jedinjenja. Zračenje koje nije moglo proći kroz aluminijumsku pločicu debljine 0,02  nazvao je alfa zračenjem, a zračenje koje je prolazilo i kroz deblje pločice nazvao je beta zračenjem. Otklonom beta zračenja u električnom i magnetskom polju prepoznata su mnoga njegova svojstva (električni naboj, masa i brzina). Brzina je beta čestica 0,5 do 0,9 brzine svetlosti. U međudelovanju beta zračenja i hemijske materije dolazi do izmene energije i izmene strukture ozračene materije. Izlaganje živih organizama beta zračenju štetno je za zdravlje.

## Istorija
Već 1900. bilo je poznato da jedan deo radioaktivnog zračenja može da skreće u magnetskom polju. E. Ruderford je na osnovu ispitivanja prolaza radioaktivnih zraka kroz tanke listiće aluminijuma utvrdio da kod zračenja uranijumovih jedinjenja postoje dve vrste zraka. Onu vrstu zraka koje ne mogu da prođu kroz aluminijsku pločicu debljine 0,02 mm nazvao je alfa-česticama, a onu vrstu koja je prolazila i kroz deblje slojeve nazvao je beta-česticama. Iste godine francuski naučnik P. Vilard je otkrio i treću vrstu radioaktivnog zračenja, za koju se utvrdilo da ima veliku prodornu moć i da ne skreće u magnetskom polju, a nazvane su gama česticama. Na osnovu skretanja u magnetskom polju, utvrđeno je da alfa čestice imaju pozitivni električni naboj, a beta čestice negativan električni naboj.
Godine 1908. su Ruderford i H. Gajger merenjem utvrdili da alfa čestice imaju dvostruki električni naboj, a da im je masa jednaka četverostrukoj masi atoma vodonika. Kada alfa čestica privuče dva elektrona, ona prelazi u atom helijuma. Iz toga je Ruderford zaključio da su alfa čestice u stvari joni helijuma ili samo atomska jezgra helijuma. Za beta čestice se utvrdilo da se u magnetnom i električnom polju ponašaju isto kao i katodni zraci ili elektroni. To znači da su beta-čestice u stvari elektroni velikih brzina, ali za razliku od elektrona u elektronskom omotaču atoma, nastaju iz atomskog jezgra.

### Beta (minus) i beta (plus) raspad
Za razliku od alfa raspada, kod beta raspada, pri kojem atomsko jezgro zrači elektron ili pozitron, ne dolazi do promene atomske mase, već se samo atomski broj poveća ili smanji za jedan ili atomska jezgra se pretvori (transmutira) u novi hemijski element, koji je sledeći ili prethodni redni broj u periodnom sistemu elemenata.
Osim toga, eksperimenti su pokazali da elektroni koji nastaju prilikom beta raspada imaju različite brzine, od nule do određene maksimalne vrednosti, a to znači da imaju neprekinutu ili kontinuiranu raspodelu energije. Sličan neprekinuti spektar pokazuje i pozitron, koji nastaje kod beta (plus) raspada. Kada se govori o beta česticama, onda se misli i na beta (minus) - čestice i beta (plus) – čestice.
Budući da, prema kvantnoj teoriji, atomsko jezgro ima određene nivoe energije ili kvante energije, onda bi i beta čestice trebale imati određeni nivo ili kvant energije, a ne neprekinuti spektar energija. Iz toga se može zaključiti da energija beta čestica ne nastaje zbog prelaza iz jednog energetskog nivoa u drugi. Prema tome, beta raspad ne udovoljava zakonu o očuvanju energije, a eksperimenti su pokazali da i ne zadovoljava zakon o očuvanju momenta količine kretanja. Eksperimenti su doveli u sumnju osnovne zakone gradnje atomskog jezgra.

### Neutrino
V. Pauli je došao do zaključka da bi trebalo pretpostaviti postojanje jedne nove neutralne čestice, koja bi zajedno zračila s elektronom pri beta (minus) raspadu, čija je masa manja od mase elektrona u stanju mirovanja. Ovu česticu je Pauli nazvao neutrino, što na italijanskom jeziku znači nešto što je malo i neutralno. Prema ovoj pretpostavci izlazi da je nastala energija pri beta raspadu raspodeljena na elektron i neutrino, tako da bi bio zadovoljen zakonu o očuvanju energije. Pretpostavka je bila i da neutrino odnosi i spin od 1/2, tako da i ukupna vrednost momenta količine kretanja bi bila jednaka 0 ili, čime bi bio zadovoljen i zakon o očuvanju momenta količine kretanja.
Na osnovu pretpostavki V. Paulija, E. Fermi je razradio teoriju beta raspada. Po njoj atomsko jezgro ne sadrži slobodne elektrone i pozitrone, već samo protone i neutrone (nukleone). Elektroni i pozitroni koje emituje atomsko jezgro, nastaju jedino kod beta raspada, usled pretvaranja neutrona u protone i protona u neutrone, slično kao što u atomu nema fotona, nego oni nastaju samo prilikom prelaska atoma iz jednog energetskog stanja u drugo. Mogućnost nastanka beta-čestica je uslovljeno stabilnošću atomskog jezgra. Energija koja nastaje prilikom beta raspada raspoređuje se na beta čestice i elektrone, odnosno pozitrone. Po toj teoriji postoje dve vrste neutrina: neutrino i antineutrino.
Neutrino je otkriven tek 1956, a otkrio ga je američki fizičar Klajd Kovan, prilikom proučavanja nuklearnih reakcija u nuklearnom reaktoru. Japanski fizičar H. Jukava sa saradnicima je predvideo 1936, da atomi bogati protonima u atomskom jezgru, mogu uhvatiti elektron iz prve K-ljuske elektronskog omotača, čime bi se proton promenio u neutron, uz istovremeno zračenje neutrina, što se naziva elektronski zahvat.

## Svojstva beta čestica
Brzina beta čestica je različita za radioaktivne elemente ili radionuklide, a može iznositi od 75 000 do 298 000 [[metar|]/, a to znači od 25% do 99% brzine svetlosti. Najveća brzina je izmerena kod beta-raspada radijuma-226 i iznosi 99% brzine svetlosti. Kako se brzina nekih beta čestica približava brzinama svetlosti, tako im se i masa povećava prema posebnoj teoriji relativnosti. Eksperimenti su pokazali da masa elektrona postaje sve veća, kako im se brzina povećava, ili da su mase brzih elektrona veće od njihovih masa u mirovanju. To je bio ujedno i dokaz posebne teorije relativnosti.
Energije beta čestica daju neprekinuti ili kontinuirani spektar energija i iznose od 0,025 do 3,15 MeV. Postoji i manji deo beta-čestica koje nastaju naknadnim delovanjem u elektronskom omotaču elektrona i one daju linijski spektar energije. Istraživanja su pokazala da beta čestice imaju puno manju sposobnost jonizacije plinova od alfa čestica, ali su im dometi puno veći, i do nekoliko metara (alfa-čestice imaju domet nekoliko centimetara). Beta čestice mogu prodreti kroz olovni lim debljine 1 , ali ih aluminijumski lim debljine 3  upija (apsorbuje). Kod prolaza beta čestica kroz neku materiju može nastati i zakočno rendgensko zračenje (nem. bremsstrahlung).

### Beta (minus) raspad ili elektronsko zračenje (β−)
Nestabilna atomska jezgra koja imaju višak neutrona mogu spontano ostvariti beta (minus) raspad, gde se neutron raspada u proton, uz zračenje elektrona i antineutrina (elektronski antineutrino ili antičestica neutrina):
Beta (minus) raspad nastaje zbog delovanja slabe nuklearne sile. Taj postupak se obično javlja u nuklearnim reaktorima, ako u nuklearnom gorivu ima nestabilnih atomskih jezgara s viškom neutrona.

### Beta (plus) raspad ili pozitronsko zračenje (β+)
Nestabilna atomska jezgra koja imaju višak protona mogu spontano ostvariti beta (plus) raspad, gde se proton raspada u neutron, uz zračenje pozitrona i neutrina (elektronski neutrino ili antičestica neutrina):
Beta (plus) raspad se može dogoditi samo unutar atomskog jezgra, kojem je nuklearna energija vezanja novonastalog hemijskog elementa ili izotopa veća od nuklearne energije vezanja hemijskog elementa iz kojeg je radioaktivni raspad započeo.

## Galerija
- Gajgerov brojač.
- Nuklearna energija vezanja po nukleonu za neke izotope.
- Prva upotreba vodonikove komore na mehuriće za otkrivanje neutrina, 13. novembra 1970., u Nacionalnoj laboratoriji Argon. Ovde neutrino udari u proton u atomu vodonika; sudar se događa na mestu na kojem s desne strane fotografije izlaze 3 traga.
- Beta svetlost na ručnom satu.

## Spoljašnje veze
- „Radioactive laptops? Perhaps not...”. Архивирано из оригинала 05. 10. 2007. г. Приступљено 16. 05. 2017.